# 臺北醫學大學

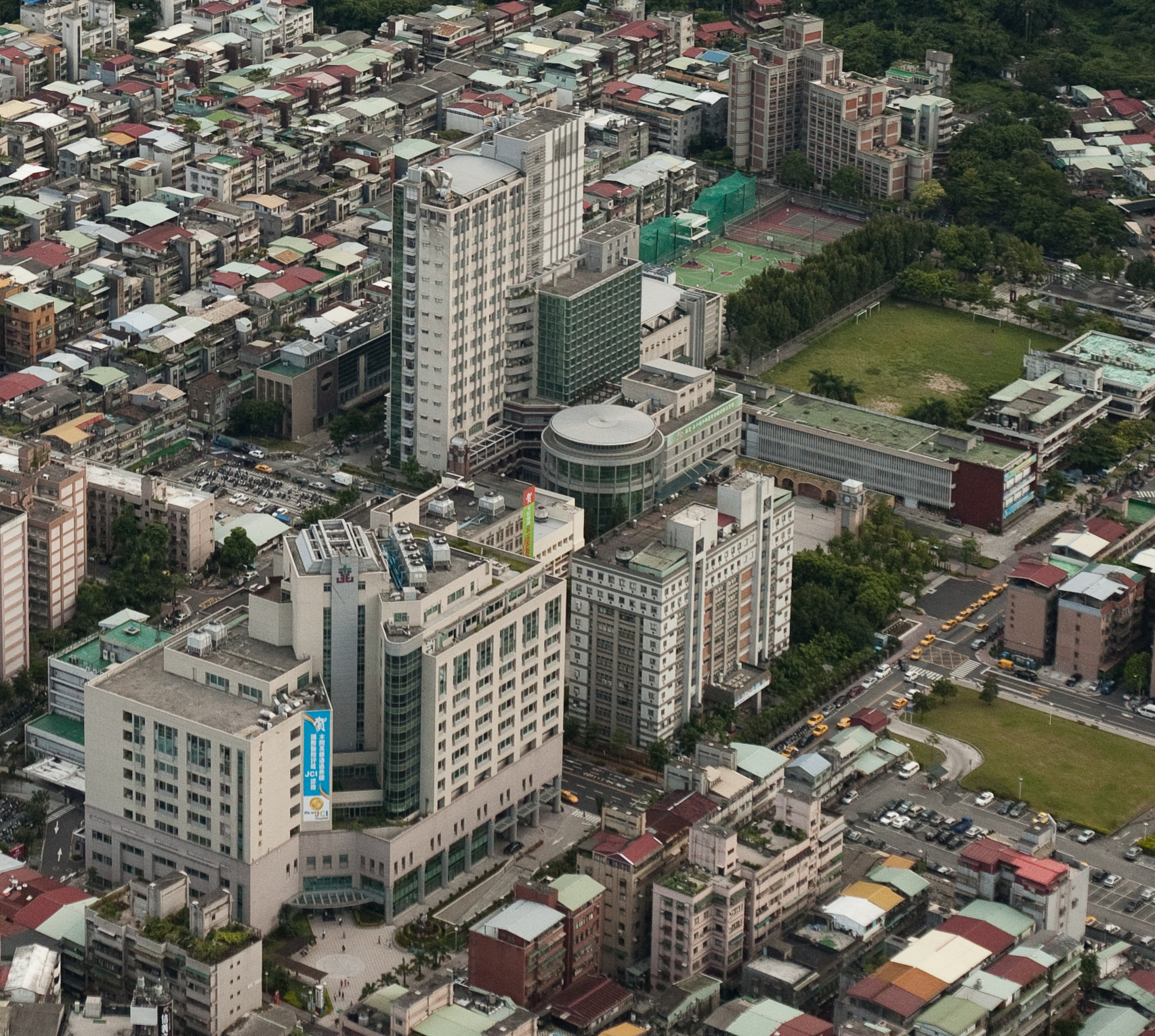
臺北醫學大學校本部與相鄰的附設醫院

臺北醫學大學，簡稱臺北醫大、北醫大、北醫，是一所位於臺灣臺北市信義區的私立醫學大學。北醫大前身是1960年胡水旺、徐千田創辦的「臺北醫學院」，2000年獲准升格大學，現為優久大學聯盟、臺北聯合大學系統之成員學校。
台北醫學大學目前一共經營六間醫院，分別為自營的臺北醫學大學附設醫院、臺北癌症中心、臺北神經醫學中心，與受託經營的萬芳醫院、雙和醫院及新國民醫院。

## 校史年表
前身為臺北醫學院，2000年改制為臺北醫學大學
- 1958年，創辦人胡水旺先生、徐千田先生籌設臺北醫學院。
- 1960年，「臺北醫學院」創立，徐千田教授接任第一任校長。設立醫學系、牙醫學系及藥學系。
- 1963年，成立護理助產專修科，招收五專生。
- 1965年，成立醫事技術專修科，招收五專生。
- 1973年，黃金江教授接任第二任校長。
- 1975年，醫事技術專修科改制為醫事技術學系。
- 1976年，第一間附設醫院開始營運。
- 1977年，護理助產專修科改制為護理學系。
- 1978年，謝孟雄教授接任第三任校長。
- 1979年，成立保健營養學系。
- 1983年，董大成教授接任第四任校長。成立藥學研究所。
- 1986年，江萬煊教授接任第五任校長。
- 1989年，成立公共衛生學系、天然物醫學研究所。
- 1990年，胡俊弘教授接任第六任校長，成立醫學研究所。
- 1992年，成立口腔復健醫學研究所、生藥研究所。
- 1993年，口腔復健醫學研究所改名為牙醫學研究所。天然物醫學研究所改名為醫學研究所。醫學研究所設立醫學人文組。
- 1994年，成立細胞及分子生物研究所。領先全國各校成立「醫學資訊暨電子計算機中心」。成立醫學人文中心。
- 1995年，成立保健營養學研究所碩士班。護理學研究所碩士班。
- 1996年，第二間附屬醫院-市立萬芳醫院接受臺北市政府委託經營。
- 1997年，成立醫務管理學系。
- 1998年，成立生物醫學技術研究所、醫學資訊研究所。
- 1999年，成立生藥技術學系，是臺灣第一個中藥相關學系。由時任藥學院院長楊玲玲教授創立。
- 2000年，改制為「臺北醫學大學」，設立醫學院、護理學院、口腔醫學院、藥學院、公共衛生暨營養學院。成立醫務管理研究所、生物醫學材料研究所、傷害防治學研究所。
- 2001年，成立口腔衛生學系、二年制呼吸治療在職進修班。
- 2002年，許重義教授接任第七任校長。成立藥理學研究所、口腔科學研究所、保健營養研究所博士班。
- 2003年，通過衛生署甄選，籌建雙和醫院。醫學研究所醫學人文組獨立為醫學人文研究所。成立口腔科學研究所、呼吸治療學系。
- 2004年，成立神經科學研究所。
- 2006年，口腔科學研究所與生醫材料研究所合併為生醫材料暨工程研究所。護理學研究所博士班成立、醫事技術學系改名為醫學檢驗暨生物技術學系。停招生物資源技術學系。
- 2007年，成立臨床醫學研究所、醫學科學研究所、牙體技術學系、老人護理暨管理學系。醫學研究所基礎組、細胞及分子生物研究所、醫學檢驗暨生物技術學系碩士班、藥理學研究所及神經科學研究所等五所，整併為醫學科學研究所。停招生藥技術學系。
- 2008年，第三間附屬醫院-雙和醫院於7月1日開始營運、邱文達教授接任校長。
- 2009年，醫務管理學系併入公共衛生暨營養學院，開始招收碩士班國際學生。
- 2010年，成立醫學科技學院、人文暨社會科學院。生醫材料暨工程研究改名生醫材料暨組織工程研究所。形態學大樓前立北醫大無語良師碑。
- 2011年，邱文達校長榮陞衛生署署長，閻雲教授接任第九任校長。成立人文暨社會科學學院。榮獲QS亞洲頂尖大學前百大。連續六年獲教育部補助近4億元。成立藥學院生技製藥產業碩士專班、全球衛生暨發展碩士學位學程、癌症生物學與藥物研發博士學位學程。
- 2012年，成立轉譯醫學博士學位學程。
- 2013年，第四間附屬醫院-臺北癌症中心成立。老人護理暨管理學系更名為高齡健康管理學系。成立臨床藥物基因體學暨蛋白質體學碩士學位學程、中草藥臨床藥物研發博士學位學程、長期照護碩士學位學程。藥學系分設藥學組、臨床藥學組。
- 2014年，成立醫療暨生物科技法律研究所、生技醫療產業研發博士學位學程。
- 2015年，第五間附屬醫院-寧波醫療中心開始營運。成立管理學院，原隸公共衛生暨營養學院之醫務管理學系改隸管理學院。成立醫學工程學院、大數據科技及管理研究所、管理學院生物科技高階管理碩士在職專班、奈米醫學工程研究所。
- 2016年，成立心智意識與腦科學研究所、生醫光機電研究所、食品安全碩士學位學程、國際醫學研究碩士博士學位學程、生物醫學工程學系、學士後護理學系、學士後大數據科技及管理學士學位學程。公共衛生暨營養學院分拆為營養學院、公共衛生學院（營養學院更是國內首屈一指）。
- 2017年，林建煌教授接任北醫第十任校長。成立代謝與肥胖科學研究所、食品安全學系。大安校區啟用。
- 2018年，第六間附屬醫院-臺北神經醫學中心成立。成立跨領域學院、醫學院人工智慧醫療碩士在職專班。
- 2019年，第七間附屬醫院新國民醫院於10月1日交接營運。
- 2020年，臺北醫學大學新國民醫院正式開幕，由吳麥斯任院長。臺北癌症中心大樓落成。
- 2021年，百米大道完工，恢復創校之初之景觀。
- 2023年，林建煌教授校長任期屆滿，由吳麥斯教授接任北醫第十一任校長。臺北醫學大學雙和校區啟用，大安校區同年陸續退場。

## 歷任校長
| 任別 | 姓名   | 任期                       | 備註 |
| ---- | ------ | -------------------------- | ---- |
| 9    | 閻雲   | 2011年8月1日-2017年7月31日 |      |
| 10   | 林建煌 | 2017年8月1日-2023年7月31日 |      |
| 11   | 吳麥斯 | 2023年8月1日-迄今          |      |

## 組織

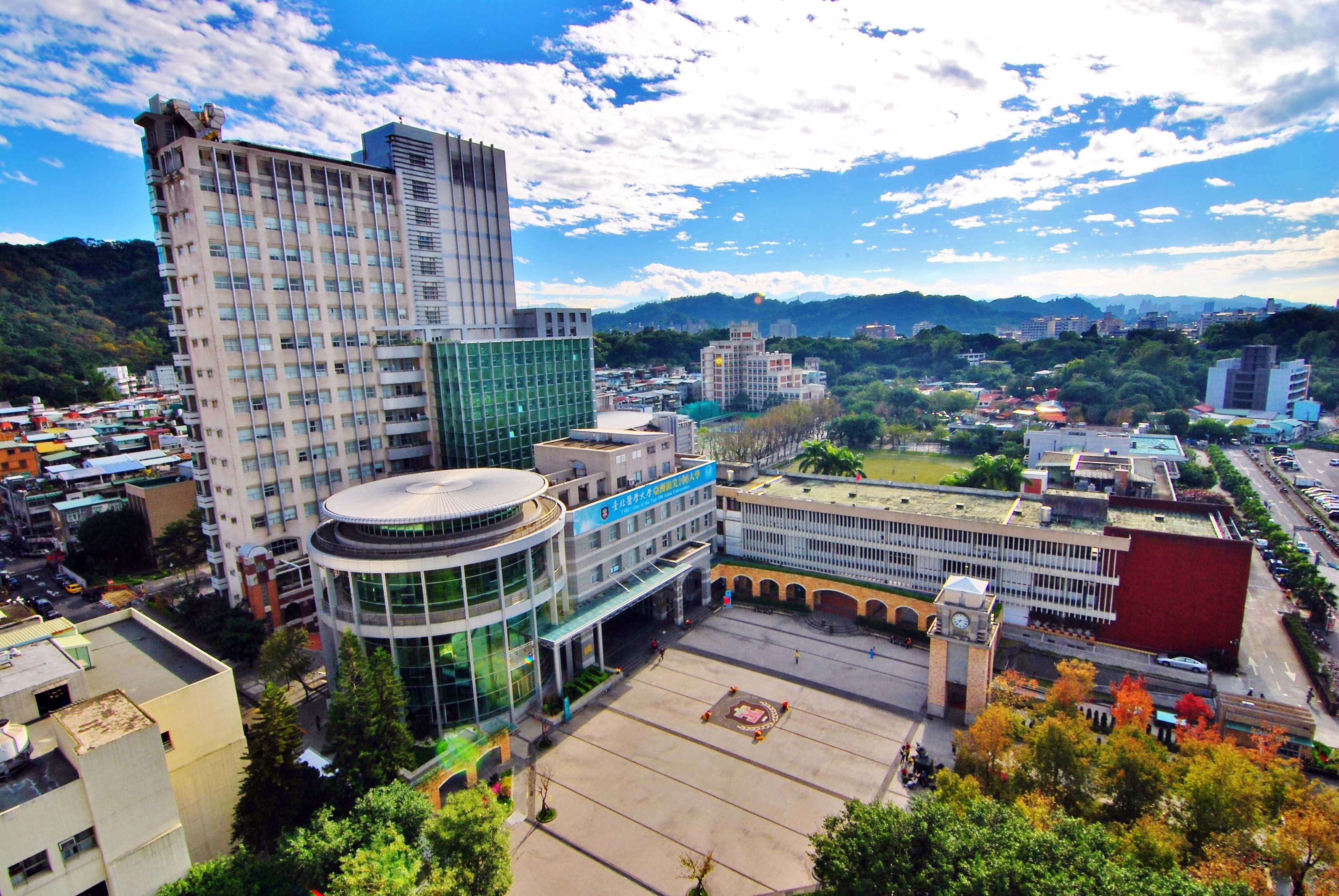
臺北醫學大學總校區

### 教學單位
| 醫學院 | 醫學系                         | 呼吸治療學系                   |
| 醫學院 | 臨床醫學研究所                 | 醫學科學研究所                 |
| 醫學院 | 國際醫學研究碩士學位學程       | 國際醫學研究博士學位學程       |
| 醫學院 | 細胞治療與再生醫學國際學位學程 | 醫學院人工智慧醫療碩士在職專班 |

| 口腔醫學院 | 牙醫學系     | 牙體技術學系 |
| 口腔醫學院 | 口腔衛生學系 |              |

| 護理學院 | 護理學系               | 學士後護理學系       |
| 護理學院 | 高齡健康暨長期照護學系 | 長期照護碩士學位學程 |

| 營養學院 | 保健營養學系 | 食品安全碩士學位學程 |
| 營養學院 | 食品安全學系 | 代謝與肥胖科學研究所 |

| 藥學院 | 藥學系                                   | 生藥學研究所                   |
| 藥學院 | 臨床藥物基因體學暨蛋白質體學碩士學位學程 | 中草藥臨床藥物研發博士學位學程 |
| 藥學院 | 藥學院生技製藥產業碩士專班               | 新藥研發產業博士學位學程       |

| 公共衛生學院 | 公共衛生學系               | 傷害防治學研究所           |
| 公共衛生學院 | 全球衛生暨發展碩士學位學程 | 衛生政策暨健康照護研究中心 |
| 公共衛生學院 | 健康暨臨床資料研究加值中心 |                            |

| 醫學科技學院 | 醫學檢驗生物技術學系             | 醫學資訊研究所           |
| 醫學科技學院 | 癌症生物學與藥物研發博士學位學程 | 神經再生醫學博士學位學程 |
| 醫學科技學院 | 轉譯醫學博士學位學程             | 醫學生物科技博士學位學程 |

| 人文暨社會科學院 | 醫學人文研究所         | 醫療暨生物科技法律研究所 |
| 人文暨社會科學院 | 心智意識與腦科學研究所 | 大腦與意識研究中心       |
| 人文暨社會科學院 | 人文創新與社會實踐中心 |                          |

| 管理學院 | 醫務管理學系           | 管理學院生物科技高階管理碩士在職專班 |
| 管理學院 | 大數據科技及管理研究所 | 學士後大數據科技及管理學士學位學程   |
| 管理學院 | 生物統計研究中心       | 大數據研究中心                       |

| 醫學工程學院 | 生物醫學工程學系   | 生醫材料暨組織工程研究所 |
| 醫學工程學院 | 奈米醫學工程研究所 | 國際生醫工程博士學位學程 |
| 醫學工程學院 | 生醫光機電研究所   |                          |

| 通識教育中心 | 人文藝術中心 | 語言中心   |
| 通識教育中心 | 反思寫作中心 | 體育教學組 |
| 通識教育中心 | 一般通識組   |            |

| 跨領域學院 | 創新創業教育中心 | 數位自學中心 |
| 跨領域學院 | 跨領域學習中心   |              |

### 研究中心
| 研究中心 | 研發處所屬研究中心 | 生殖醫學研究中心 （页面存档备份，存于）           |
| 研究中心 | 幹細胞研究中心     | 生醫殖體暨微創醫療研究中心 （页面存档备份，存于） |

### 行政單位
| 行政單位 | 校長室 （页面存档备份，存于）           | 副校長室 （页面存档备份，存于）   |
| 行政單位 | 秘書處 （页面存档备份，存于）           | 教務處 （页面存档备份，存于）     |
| 行政單位 | 學生事務處 （页面存档备份，存于）       | 總務處 （页面存档备份，存于）     |
| 行政單位 | 資訊處 （页面存档备份，存于）           | 國際事務處 （页面存档备份，存于） |
| 行政單位 | 進修推廣處 （页面存档备份，存于）       | 研究發展處 （页面存档备份，存于） |
| 行政單位 | 人力資源處 （页面存档备份，存于）       | 財務處 （页面存档备份，存于）     |
| 行政單位 | 環保暨安全衛生處 （页面存档备份，存于） | 體育事務處 （页面存档备份，存于） |
| 行政單位 | 公共事務處 （页面存档备份，存于）       | 事業發展處 （页面存档备份，存于） |
| 行政單位 | 管理發展中心 （页面存档备份，存于）     | 數據處 （页面存档备份，存于）     |
| 行政單位 | 圖書館 （页面存档备份，存于）           | 永續發展處 （页面存档备份，存于） |

### 醫療體系
臺北醫學大學目前有六間附屬醫院：

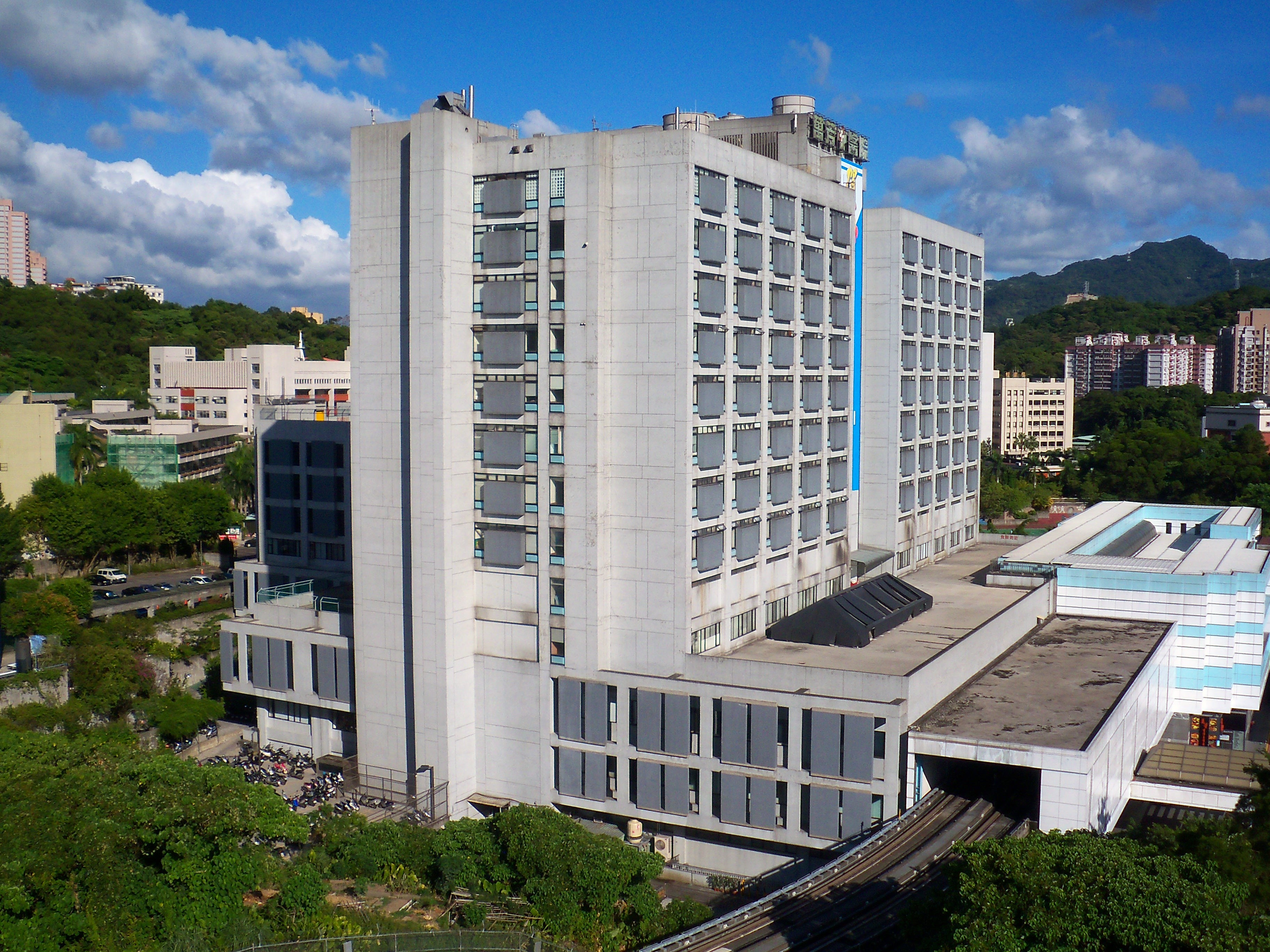
臺北市立萬芳醫院

- 臺北醫學大學附設醫院：位於臺北市信義區，臺北醫學大學信義校區旁。準醫學中心級。
- 臺北癌症中心；位於臺北市信義區，臺北醫學大學信義校區旁。臺北癌症中心蔡萬才癌症大樓已於2022年興建完畢並開始運營。
- 臺北神經醫學中心；位於新北市中和區雙和醫院內。
- 臺北市立萬芳醫院；位於臺北市文山區，臺北市政府衛生局委託經營。醫學中心級。
- 衛生福利部雙和醫院；位於新北市中和區，中華民國衛生福利部委託興建暨經營。醫學中心級。
- 新國民醫院；位於桃園市中壢區，於2020.01.05委託北醫大經營。地區醫院級。

## 學術排名
| 年份 | 國家           | 名稱                                                                | 排行榜  | 排行榜 | 排行榜 | 排行榜 | 備註                                  |
| 年份 | 國家           | 名稱                                                                | 世界    | 亞洲   | 臺灣   | 兩岸   | 備註                                  |
| ---- | -------------- | ------------------------------------------------------------------- | ------- | ------ | ------ | ------ | ------------------------------------- |
| 2009 | 臺灣           | 世界大學科研論文表現排名                                            | 1%      | —      | —      | —      |                                       |
| 2010 | 臺灣           | 世界大學科研論文表現排名 論文數排名                                 | 839     | 216    | 14     | —      |                                       |
| 2010 | 臺灣           | 世界大學科研論文表現排名 論文被引用次數排名                         | 1069    | 223    | 11     | —      |                                       |
| 2011 | 英国           | QS世界大學排名                                                      | 373     | 89     | 9      | —      | 私立大學首位                          |
| 2011 | 西班牙         | 世界大學網路排名                                                    | 999     | —      | 21     | —      | 醫學大學首位                          |
| 2011 | 中华人民共和国 | 世界大學學術兩岸四地大學排名                                        | —       | —      | 13     | 49     | 醫學大學首位                          |
| 2011 | 臺灣           | 104人力銀行與《遠見雜誌》 企業最愛研究所評鑑調查 醫療/衛生/護理領域 | —       | —      | 2      | —      | 私立大學首位 (與國立成功大學並列第二) |
| 2011 | 臺灣           | 私立高教體系產學合作績效評量 爭取產學經費與效率                     | —       | —      | 1      | —      |                                       |
| 2011 | 臺灣           | 私立高教體系產學合作績效評量 產學合作成效廣泛程度                   | —       | —      | 7      | —      |                                       |
| 2011 | 臺灣           | 私立高教體系產學合作績效評量 智權產出成果與應用效率                 | —       | —      | 2      | —      |                                       |
| 2012 | 英国           | QS世界大學排名                                                      | 323     | 64     | 9      | —      |                                       |
| 2013 | 英国           | QS世界大學排名                                                      | 363     | 50     | 6      | —      | 私立大學首位                          |
| 2014 | 英国           | QS世界大學排名                                                      | 363     | 47     | 6      | —      | 私立大學首位                          |
| 2018 | 英国           | QS世界大學排名                                                      | 398     | 76     | 9      | —      | 私立大學首位                          |
| 2018 | 英国           | QS世界大學排名 生命科學與醫學領域                                   | 211     | —      | —      | —      |                                       |
| 2018 | 英国           | THE世界大學排名                                                     | 601-800 | 64     | 8      | —      |                                       |
| 2019 | 英国           | QS世界大學排名                                                      | 362     | 80     | 9      | —      | 私立大學首位                          |
| 2019 | 英国           | QS世界大學排名 生命科學與醫學領域                                   | 209     | —      | —      | —      |                                       |
| 2019 | 英国           | THE世界大學排名                                                     | 501-600 | 64     | 8      | —      |                                       |
| 2020 | 英国           | QS世界大學排名                                                      | 379     | 74     | 8      | —      | 私立大學首位                          |
| 2020 | 英国           | QS世界大學排名 生命科學與醫學領域                                   | 212     | —      | —      | —      |                                       |
| 2020 | 英国           | THE世界大學排名                                                     | 367     | 35     | 2      | —      | 私立大學首位                          |
| 2021 | 英国           | THE世界大學排名                                                     | 303     | 30     | 2      | —      | 私立大學首位                          |
| 2021 | 英国           | QS亞洲大學排名                                                      | —       | 90     | 10     | —      |                                       |

### 綠色大學
臺北醫學大學敦聘國際知名環境外交學者，前環保署署長陳重信教授，為臺北醫學大學國際衛生講座教授，醫學院及公衛保健學院目前有10位環保衛生背景之教授，參予臺北醫學大學節能減碳、永續經營之議題。臺北醫學大學相繼通過ISO 9001、ISO14001及OHASAS18001等之認證，亦獲得臺北市「綠色採購」標竿單位；臺北醫學大學興建及經營之雙和醫院更獲得內政部「綠色建築獎」，是全國第一所獲獎的醫院。

### 師生比及新生註冊率
- 110學年度日間部學生人數5823，專任老師人數680，日間部師生比8.56（學生數/老師數）。[11]
- 110學年度新生註冊率97.64%。
- 111學年度新生註冊率95.97%。[12]

## 校友

### 名譽博士
- 恩史瓦帝三世[13]
- 弗拉迪克·德梅內塞斯[14]
- 林百里[15][16]